# 米歇爾·費施巴赫
米歇爾·路易絲·海倫·菲施巴赫（英語：Michelle Louise Helene Fischbach，1965年11月3日—）是一位美國律師和政治人物，是明尼蘇達州第七國會選區聯邦眾議員，前明尼蘇達州副州長。

## 外部連結
- Representative Michelle Fischbach （页面存档备份，存于） official U.S. House website
- Michelle Fischbach for Congress （页面存档备份，存于）
- 美國國會國家人物傳記大辭典中的傳記
- 由華盛頓郵報維護的投票記錄
- 智慧投票计划中的傳記、投票紀錄及利益集團評級
- 聯邦選舉委員會中的競選財務報告和數據
- C-SPAN內的頁面（英文）